# Aviacsa
Aviación de Chiapas S.A., posteriormente Consorcio Aviaxsa S.A. de C.V., y comercialmente conocida como Aviacsa, fue una línea aérea mexicana fundada en el año 1988 por el gobierno del Estado de Chiapas y cesada en el año 2011.
En un primer momento, Aviacsa logró posicionarse en el mercado del sureste del país, cubriendo rutas en Chiapas, Tabasco, Campeche, Yucatán, Quintana Roo y Oaxaca. En 1994, la compañía fue vendida a Aeroexo, una compañía de vuelos chárter con sede en Monterrey. Esto permitió a Aviacsa extender su cobertura al norte y centro de México, operar rutas hacia los Estados Unidos y crear una división de vuelos chárter. Para el año 2000, Aviacsa cubría rutas a 25 destinos en México y Estados Unidos, y operaba una flota de veinte Boeing 737-200 y seis Boeing 727. En 2005, la compañía reportó haber transportado 3.7 millones de pasajeros (alrededor del 13% del mercado mexicano), la mejor cifra en su historial.
El 2 de junio de 2009, la Secretaría de Comunicaciones y Transportes (SCT) ordenó a Aviacsa suspender la operación de 25 de sus 26 aviones, pues, después de una inspección de la Dirección General de Aviación Civil (DGAC), se encontraron irregularidades en el mantenimiento de las aeronaves. Sin embargo, dos días después, la compañía recibió un amparo que le permitió reanudar operaciones, a pesar de que la Administración Federal de Aviación (FAA) había secundado la decisión de la SCT. Un mes después, el 7 de julio de 2009, la SCT revocó a Aviacsa el uso, goce y aprovechamiento del espacio aéreo mexicano debido al adeudo de 22 millones de dólares que la aerolínea mantenía con Servicios a la Navegación en el Espacio Aéreo Mexicano (SENEAM).
En julio de 2009 Aviacsa entró en un proceso de concurso mercantil que finalizó en enero de 2011. Los nuevos inversores presentaron un plan de reestructuración y en febrero de 2011, se reinició la venta de boletos. Sin embargo, en mayo del mismo año, Aviacsa anunció que debido al adeudo que mantenía con el Aeropuerto Internacional de la Ciudad de México y con Grupo Aeroportuario del Pacífico, le sería imposible reiniciar operaciones y suspendería de manera indefinida la venta de boletos. la aerolínea mexicana Aviacsa fue muy conocida por su interesante logotipo del Rey Pakal en combinaciones de color azul y blanco y dorado con azúl, la base principal de la aerolínea estaba ubicada en el Aeropuerto Internacional de la Ciudad de México. Después de haberse fundado en 1988 la aerolínea creció aceleradamente y, en el año del 98, adquirió su primer equipo Boeing 727, y en el año del 2004 adquirió su primer 737-300 el cual era de fábrica, es decir, que el avión era totalmente nuevo al igual con los 737-200 y los 727-200. En el año del 2011 Aviacsa detendría sus operaciones, en ese mismo lapso de tiempo Interjet y Aeroméxico absorbieron las rutas y destinos de Aviacsa.

## Historia

### Aerolínea regional (1988-1994)
Aviación de Chiapas S.A. fue fundada en 1988 a iniciativa del gobierno del Estado de Chiapas con el propósito de cubrir las necesidades de transporte y comunicación al interior del estado. La compañía era administrada en su totalidad por el gobierno estatal. Al iniciar operaciones, su flota consistió en dos IAI Arava y dos F27 que cubrían las rutas Tuxtla Gutiérrez - Ciudad de México y Tuxtla Gutiérrez - Tapachula.
El 10 de mayo de 1990 un F27 de Aviacsa con matrícula F-GHXA se estrelló durante su aproximación al Aeropuerto Internacional de Tuxtla Gutiérrez. El avión había despegado de Tapachula. En el lugar fallecieron veintisiete personas, en su mayoría peregrinos que se dirigían a la Ciudad de México para recibir al papa Juan Pablo II.
En junio de 1990, debido a la insolvencia de la compañía, el gobierno del Estado de Chiapas vendió 60% de sus acciones a un grupo de inversionistas privados liderados por Luis de Pau y Patrocinio González. La aerolínea, entonces, fue refundada como Consorcio Aviaxsa S.A. de C.V., aunque conservó el nombre comercial "Aviacsa".
En septiembre del mismo año, se incorporaron dos un BAe 146 a la flota de la compañía, lo que permitió inaugurar rutas hacia Oaxaca, Cancún, Chetumal, Mérida y Villahermosa, así como eventuales servicios chárter hacia Miami y Santiago de Cuba.
En 1991, Luis de Pau, Presidente de la Compañía, y Patrocinio González, Presidente del Consejo de Administración, fueron acusados de malversar fondos destinados a las pensiones de los trabajadores de la compañía, por lo que se llevaron a cabo cambios en la cúpula administrativa de la compañía. El mismo año, se sustituyeron los BAe 146 por cuatro aviones Fokker-100, con el propósito de aumentar las frecuencias entre destinos, así como abrir una ruta hacia Monterrey.

### Fusión con Aeroexo y expansión nacional (1994-2007)
A inicios de 1994, el gobierno del Estado de Chiapas puso a la venta sus acciones en la compañía, lo que fue aprovechado por Transportes Aéreos Ejecutivos, S.A. de C.V. —comercialmente conocida como Aeroexo, una compañía de vuelos chárter con base en Monterrey—, para presentar una propuesta de compra de la compañía. Aviacsa fue finalmente adquirida por un valor de 6 millones de dólares.

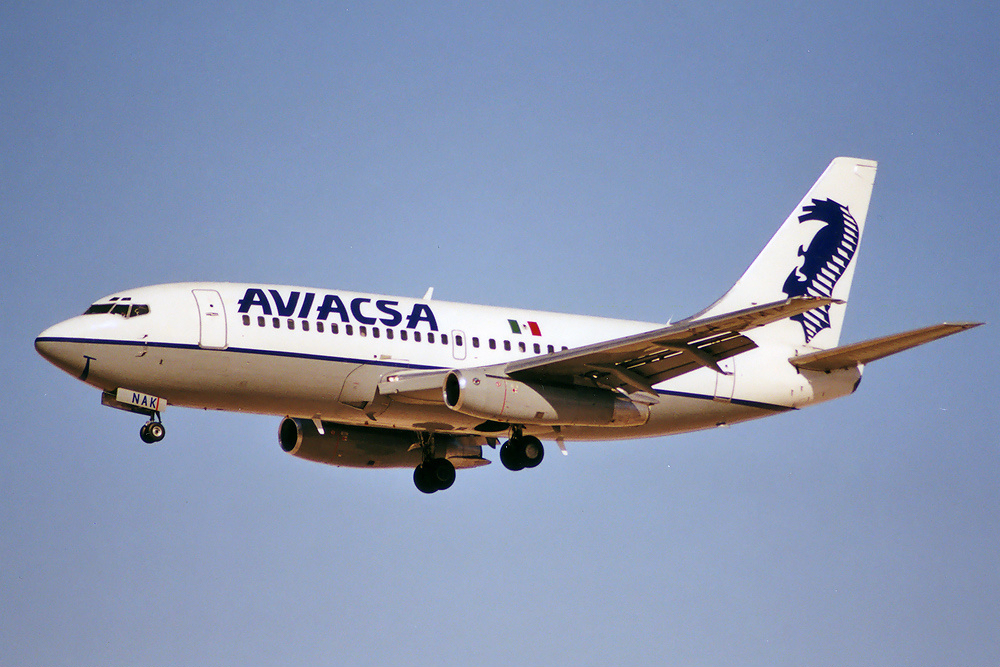
737-200 de Aviacsa con el diseño introducido en 1999, con el perfil de Pakal en el estabilizador vertical del avión y una sonrisa en la parte delantera inferior.

Después de la compra, los nuevos dueños de Aviacsa anunciaron una inversión de 80 millones de dólares para renovar su flota y adquirir un lote de varios Boeing 727 y DC-9 usados por las recién desaparecidas Pan Am y Eastern Air Lines. Además, la aerolínea estableció nuevas oficinas en Monterrey, lo que le permitió empezar su expansión en el norte de México, abriendo nuevas rutas hacia Morelia, Mexicali, Hermosillo, Tijuana y el sur de los Estados Unidos. También, la aerolínea anunció el establecimiento formal de una división de vuelos chárter, operados tanto por Aviacsa cuanto por su filial Aeroexo. Sin embargo, la devaluación del peso y la crisis económica que azotó al país en 1994 afectaron enormemente Aviacsa, pues a finales de ese año, la compañía debía más de 100 millones de dólares a diversos bancos mexicanos.
Hacia 1997, la compañía pudo recuperar sus niveles de transporte de pasajeros y adquirió otros dos DC-9, para incrementar la frecuencia de sus rutas. Ese mismo año, Aviacsa dio a conocer que después de tres años, su división chárter había operado 1020 vuelos en Estados Unidos, el Caribe y América Central.
En diciembre de 1999, Aviacsa anunció un plan para renovar su flota y adquirió un lote de 737-200 de segunda mano que se incorporó entre finales de ese año y el año siguiente. Así mismo, inauguró nuevas rutas hacia Acapulco, Puerto Vallarta, Guadalajara, Ciudad Juárez, Tampico, Culiacán y León. También, en 1999 la compañía presentó un cambio en su imagen corporativa; se introdujo, como diseño en el estabilizador vertical del avión, el perfil del rostro de Pakal, emperador maya cuya tumba fue encontrada en el templo de las Inscripciones en la zona arqueológica de Palenque, así como una sonrisa en la parte delantera inferior del avión.
Después de los atentados terroristas del 11 de septiembre de 2001, la mayoría de las compañías aéreas mexicanas, registraron una disminución en el flujo de pasajeros, a excepción de Aviacsa. De hecho, en 2003, de las 13 compañías de transporte aéreo registradas en México, Aviacsa fue la única en registrar ganancias. Ese año, la compañía reportó que controlaba alrededor del 13% del mercado en México, justo después de Aeroméxico y Mexicana de Aviación.
En 2005, la compañía dio a conocer un plan para renovar su flota para el 2010 e informó sobre la compra de 20 737-300 —algunos con hasta 10 años de uso— con el propósito de sacar de servicio los DC-9 y mantener una flota exclusivamente de 737-200 y 737-300. También, Aviacsa cambió ligeramente el esquema decorativo de sus aviones y lanzó su plataforma de venta de boletos por internet. Al año siguiente, inició operaciones en el aeropuerto de Toluca e inauguró rutas hacia Veracruz y Durango. Sin embargo, también cesó los vuelos hacia Chicago y Miami, argumentando un aumento en el precio de los combustibles y un gran número de asientos vacíos.

### Aerolínea de bajo costo (2007-2009)
Con la incursión de Interjet, A Volar, Líneas Aéreas Aztecas y Volaris —todas operando como Aerolíneas de Bajo Costo— en el mercado mexicano, Aviacsa se vio seriamente afectada. De hecho, junto con Aeroméxico, Aviacsa alegó ante la Comisión Federal de Competencia que las líneas aéreas de bajo costo fomentaban la competencia desleal, pues los bajos precios que ofrecían dejaban "poco margen para la competencia sana" entre las compañías. Por esta razón, Aviacsa hizo un esfuerzo por reestructurase y mantener precios que le permitieran competir con los nuevos actores en el mercado aéreo mexicano.

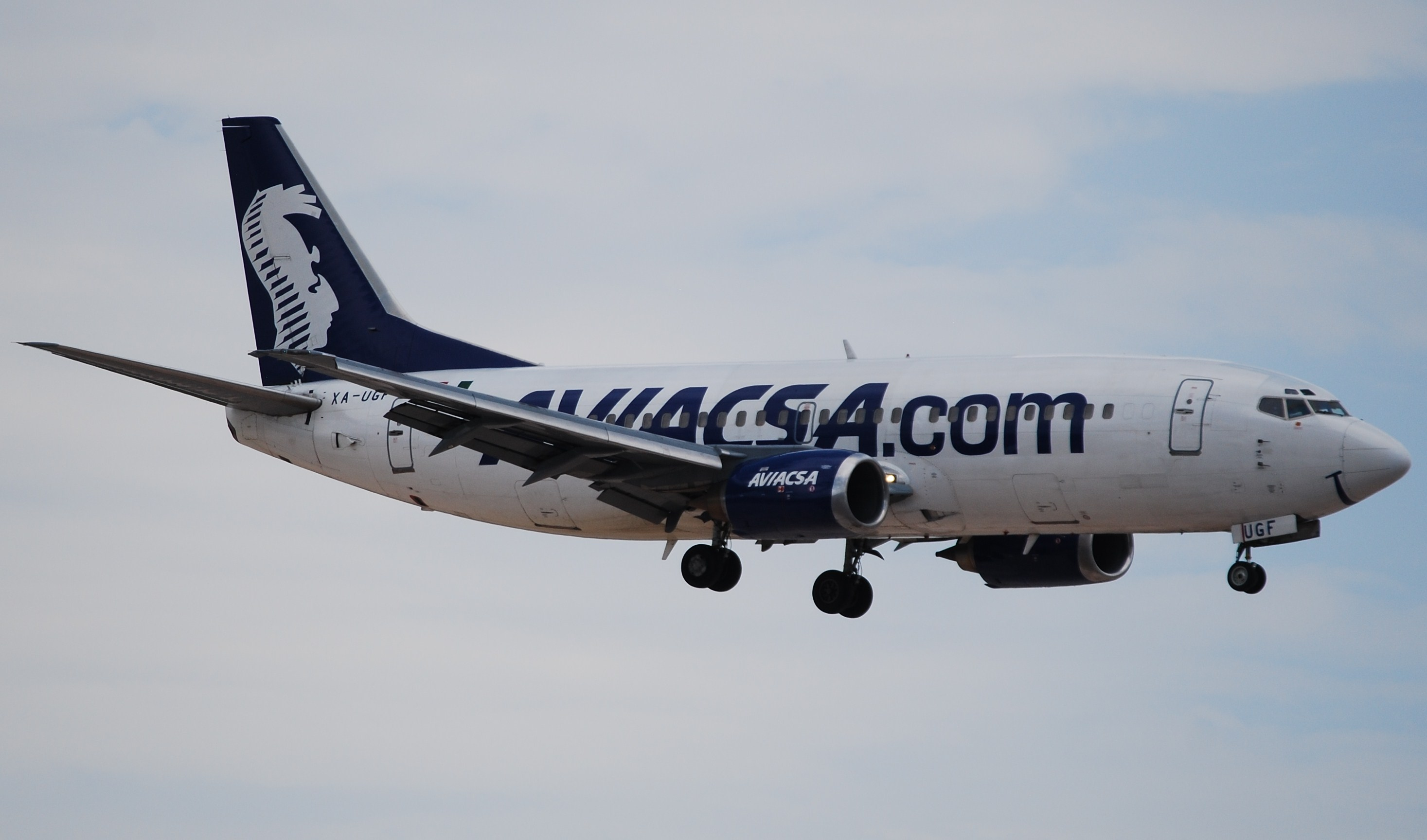
737-300 de Aviacsa con el último diseño de la aerolínea.

### Suspensiones y cese de operaciones (2009-2011)
El 2 de junio de 2009, la Secretaría de Comunicaciones y Transportes (SCT) ordenó a Aviacsa suspender la operación de 25 de sus 26 aviones, pues, después de una inspección de la Dirección General de Aviación Civil (DGAC), se encontraron irregularidades en el mantenimiento de las aeronaves. Sin embargo, dos días después, la compañía recibió un amparo que le permitió reanudar operaciones, a pesar de que la Administración Federal de Aviación (FAA) había secundado la decisión de la SCT. Un mes después, el 7 de julio de 2009, la SCT revocó a Aviacsa el uso, goce y aprovechamiento del espacio aéreo mexicano debido al adeudo de 22 millones de dólares que la aerolínea mantenía con Servicios a la Navegación en el Espacio Aéreo Mexicano (SENEAM).
En julio de 2009 Aviacsa entró en un proceso de concurso mercantil que finalizó en enero de 2011. Los nuevos inversores presentaron un plan de reestructuración y en febrero de 2011 se reinició la venta de boletos. Sin embargo, en mayo del mismo año, Aviacsa anunció que debido al adeudo que mantenía con el Aeropuerto Internacional de la Ciudad de México y con Grupo Aeroportuario del Pacífico, le sería imposible reiniciar operaciones y suspendería de manera indefinida la venta de boletos.

## Destinos

### Destinos (marzo de 2009)
En marzo de 2009, Aviacsa volaba a los siguientes destinos:
| País           | Ciudad           |
| -------------- | ---------------- |
| México         | Tijuana          |
| México         | Ciudad Juárez    |
| México         | Hermosillo       |
| México         | Monterrey        |
| México         | Tampico          |
| México         | Puerto Vallarta  |
| México         | Guadalajara      |
| México         | Ciudad de México |
| México         | Veracruz         |
| México         | Acapulco         |
| México         | Oaxaca           |
| México         | Villahermosa     |
| México         | Tuxtla Gutiérrez |
| México         | Tapachula        |
| México         | Chetumal         |
| México         | Mérida           |
| México         | Cancún           |
| Estados Unidos | Las Vegas        |

### Destinos históricos
En enero de 2000, Aviacsa reportó haber volado a los siguientes destinos:
| País           | Ciudad      |
| -------------- | ----------- |
| México         | Mexicali    |
| México         | Culiacán    |
| México         | León        |
| México         | Morelia     |
| México         | Durango     |
| Estados Unidos | Chicago     |
| Estados Unidos | Los Ángeles |
| Estados Unidos | Houston     |
| Estados Unidos | Miami       |

### Números de vuelos
- 6A 333 - Ciudad de México a Acapulco
- 6A 473,209,161,443 - Ciudad de México a Cancún
- 6A 323 - Ciudad de México a Chetumal
- 6A 322 - Chetumal a Ciudad de México
- 6A 284 - Ciudad de México a Ciudad Juárez
- 6A 242 - Ciudad de México a Hermosillo
- 6A 708 - Monterrey a Las Vegas
- 6A 337,335 - Ciudad de México a Mérida
- 6A 241 - Ciudad de México a Oaxaca
- 6A 412 - Ciudad de México a Puerto Vallarta
- 6A 104 - Ciudad de México a Tampico
- 6A 225,235 - Ciudad de México a Tapachula
- 6A 478 - Ciudad de México a Tijuana
- 6A 439,440,441,445,478,479 - Guadalajara a Tijuana
- 6A 239,211,229,213,217 - Ciudad de México a Tuxtla Gutiérrez
- 6A 107 - Ciudad de México a Veracruz
- 6A 313,315 - Ciudad de México a Villahermosa
- 6A 284,278,250,150,286,288,256,406 - Ciudad de México a Monterrey
- 6A 478,302,310,304,332,326 - Ciudad de México a Guadalajara
- 6A 209,251,253,263,255,287,401,265,261 - Monterrey a Ciudad de México
- 6A 381,707 - Monterrey a Guadalajara
- 6A 329,305,301,303,479,439 - Guadalajara a Ciudad de México
- 6A 386,708 - Guadalajara a Monterrey

## Cifras
Cifras anuales de Aviacsa:
| Cifras anuales                                                                | 1991    | 1992    | 1993    | 1994    | 1995    | 1996    | 1997    | 1998    | 1999      | 2000      | 2001      | 2002      | 2003      | 2004      | 2005      | 2006      | 2007      | 2008      | 2009      |
| ----------------------------------------------------------------------------- | ------- | ------- | ------- | ------- | ------- | ------- | ------- | ------- | --------- | --------- | --------- | --------- | --------- | --------- | --------- | --------- | --------- | --------- | --------- |
| Total de pasajeros transportados en servicio doméstico e internacional        | 203,000 | 347,000 | 424,000 | 494,000 | 617,000 | 622,000 | 584,000 | 942,000 | 1,410,000 | 1,460,000 | 1,621,000 | 1,816,000 | 2,465,000 | 3,243,000 | 3,598,000 | 3,598,000 | 3,292,000 | 2,720,000 | 1,160,000 |
| Total de carga transportada en servicio doméstico e internacional (toneladas) | -       | 206     | 102     | 51      | 15      | -       | 2,899   | 6,599   | 9,427     | 11,754    | 14,291    | 13,695    | 13,555    | 15,590    | 14,480    | 10,500    | 10,107    | 10,091    | 4,007     |

## Flota
La flota de Aviacsa se componía de las siguientes aeronaves (a 1 de diciembre de 2010):
- 20 Boeing 737-200
- 3 Boeing 737-300

La edad promedio de la flota de Aviacsa era de 25.4 años a febrero de 2009, la más antigua entre las flotas comerciales de pasajeros que volaban en México al momento de la suspensión.

## Flota histórica
- Boeing 727
- Boeing 737-300
- DC-9
- IAI Arava
- Fokker F27
- Fokker 100
- BAe146 100/200